# Парозубчик виноградниковий
Парозубчик виноградниковий (Didymodon vinealis) — вид мохів порядку потіальних (Pottiales).

## Поширення
Батьківщиною є Європа, Африка, Північна Америка, Південна Америка, Азія, Австралія.

## Характеристика
Рослини від зеленого до темно-зеленого, зазвичай з червонуватим відливом. Стебла до 2 см. Стеблові листки часто скручені, від притиснутих до слабо розпростертих або розпростерто-дещо зігнутих коли сухі, від розпростертих до розпростерто-відігнутих і не кілевих коли вологі, мономорфні, ланцетні, жолобчасті адаксіально, особливо біля верхівки листка, 0.8–2.5(4) мм, основа ледь диференційована до довгастої форми, краї загнуті нижче середини листка або вище середини листка, цілісні, верхівка гостра, не ламка. Спеціалізоване нестатеве розмноження дуже рідкісне, за допомогою багатоклітинних гемм у скупченнях у пазухах листків. Коробочкові ніжки 0.8–1 см. Коробочка 1.5–2.5 мм. Спори 9–12 мкм.